# Eublemma exigua
Eublemma exigua is een vlinder van de familie van de spinneruilen (Erebidae). De wetenschappelijke naam van deze soort is voor het eerst voorgesteld als Micra exigua door Francis Walker in een publicatie uit 1858.

## Verspreiding
De soort komt voor in het Afrotropisch gebied waaronder Kaapverdië, Burkina Faso, Sierra Leone, Ivoorkust, Ghana, Nigeria, Kameroen, Sao Tomé en Principe, Congo-Brazzaville, Congo-Kinshasa, Ethiopië, Somalië, Oeganda, Kenia, Tanzania (vasteland en Zanzibar), Angola, Malawi, Mozambique, Zimbabwe, Zuid-Afrika, Eswatini, de Comoren, Madagaskar en Jemen.

## Waardplanten
De rups leeft op Gerbera (Asteraceae).